# خدی
خدی (به لاتین: Khodi) یک منطقهٔ مسکونی در گرجستان است که در ناحیه تسخینوالی واقع شده‌است.